# Minucius Acilianus
Minucius Acilianus (auch Minicius Acilianus, Praenomen unbekannt) war ein römischer Senator um die Wende vom 1. zum 2. Jahrhundert n. Chr. und ein Freund Plinius des Jüngeren.
Die wenigen Informationen über Acilianus stammen aus einem Plinius-Brief an Iunius Mauricus. Acilianus wurde in Brixia (dem heutigen Brescia) geboren. Er stammte aus einem überaus wohlhabenden Haus, der Gens der Minicier. Sein Vater war Minucius Macrinus. Seine Mutter hieß Acilia und stammte ebenso wie seine Großmutter Serena Procular aus der Landstadt Patavium (Padua). Sein Onkel, den Plinius als Publius Acilius benennt, war möglicherweise Publius Acilius Attianus. Minucius Acilianus schlug die senatorische Ämterlaufbahn ein und war nacheinander Quästor, Tribun und Prätor. Wie auch sein Vater Macrinus war auch Acilianus ein Freund von Plinius dem Jüngeren, der ihm die Ehe mit der Tochter des 93 hingerichteten Quintus Iunius Arulenus Rusticus vermittelte.